# Дом Винчестеров
Дом Винчестеров (англ. Winchester Mystery House) — дом № 525 на Винчестер-бульваре в городе Сан-Хосе, штат Калифорния, США.
Особняк, построенный в викторианском и готическом стиле, славится своими размерами и архитектурными особенностями.
В настоящее время экстравагантный туристический аттракцион.

## История
Дом был построен в 1884 году Сарой Винчестер, вдовой Уильяма Винчестера, сына Оливера Винчестера, изобретателя знаменитой винтовки.
По легенде, после смерти своего мужа Сара была на аудиенции у медиума по имени Алан Кунс в Бостоне, который «пообщался с духом её покойного мужа».
Дух усопшего якобы сообщил, что злоключения Сары — смерть единственной дочери вскоре после рождения, относительно ранняя смерть Уильяма — связаны с проклятием, наложенным на семью погибшими от винтовки «винчестер». Чтобы избежать его, женщина должна построить особый дом, в котором духи не смогут навредить ей. 

По другим источникам, дом должен был служить приютом для призраков убитых.

Однако маловероятно, чтобы Сара когда-либо встречала этого человека. Более того, имени Алан Кунс никогда не было в списках медиумов.
Так или иначе, дом был построен на западном побережье. Будучи очень состоятельной женщиной, вдова вложила своё многомиллионное состояние во многочисленные перестройки, при этом не прибегая к услугам профессионалов и изменяя дом по собственным планам. Первоначально высота достигала семи этажей, однако после землетрясения в 1906 году три верхних этажа рухнули. Владелица продолжила работы, и дом стал четырёхэтажным, каким и остаётся до настоящего времени.
На строительство и ремонт ушли все средства Винчестеров. После смерти Миссис Винчестер 5 сентября 1922 года, в её личном сейфе были обнаружены только пряди волос её покойной дочери и мужа.

## Описание
По слухам, дом был устроен так, чтобы духи, преследовавшие Сару, запутались при попытках найти вдову.
Сара Винчестер страдала артритом, и для удобства передвижения лестницы в здании имели невысокие ступеньки, а коридоры были очень узки. Будучи небольшого роста, вдова с лёгкостью передвигалась по этому лабиринту. Часть дверей верхних этажей открываются наружу, одна дверь открывается в стену, одна из лестниц ведёт «в никуда», во многих стенах есть потайные окна, однако это вовсе не связано с «потусторонней» легендой. Дом многократно перестраивался, а после землетрясения 1906 года потерял три этажа из семи, и многие двери и лестницы оказались заблокированы. Окна в полу ранее были окнами на крыше.
Часто встречается число 13 — почти все лестницы имеют 13 ступеней, а во многих комнатах по 13 окон. Однако эти нововведения были сделаны уже после смерти Сары следующим владельцем дома, Джоном Брауном, и являются частью сфабрикованной им легенды о призраках. Браун начал водить экскурсии по «проклятому дому» ещё до того, как полностью приобрёл его.
В настоящее время в доме насчитывается около 160 комнат, 13 ванных, 6 кухонь, 40 лестниц. В комнатах 2000 дверей, 450 дверных проёмов, около 10000 окон (до наших дней сохранились витражные окна), 47 каминов и один душ.
По слухам, в доме осталась целая комната, отведённая под спиритические сеансы, и любой экскурсовод обязательно отводит туда туристов, поддерживая легенду о призраках. Однако слова Генриетты Северы, компаньонши миссис Винчестер опровергают это: в доме никогда не проводилось спиритических сеансов.

## Упоминание в искусстве
- В 2002 году вышел фильм (телесериал) Крэйга Баксли «Особняк „Красная роза“», поставленный по сценарию, написанному Стивеном Кингом. Писал он его по мотивам реальной истории Сары Винчестер и дома с привидениями.
- В 2009 году режиссёр Марк Аткинс снял фильм «Призраки дома Винчестеров», действие которого происходит в пресловутом здании.
- В фильме ужасов 2018 года «Винчестер. Дом, который построили призраки».
- В романе Шерли Джексон «Призрак дома на холме» (1959) упоминается как дом, схожий по планировке с домом, описываемым в романе.
- В романе Нэнси Коллинз «Кровью!» (из серии «Соня Блю») часть действия происходит в вымышленном доме со схожей историей и архитектурой, служащей для «запутывания» призраков.
- В 2006 году упомянут в аниме Ghost Hunt.
- В апреле 2016 года Dark Horse Comics выпустила мини-серию хоррор-комикса House of Penance, под авторством Питера Томаси и Иена Бертрама. Комикс рассказывает о процессе перестройки дома Сарой Винчестер.
- Сюжет игры Uninvited Guest от 2021 года разворачивается в особняке в котором проживала семья Винчестеров, разработчики старались передать запутанность и сложность внутреннего устройства дома.
- В игре «Hello Neighbor», есть дом, похожий на этот.
- В рассказе Бет Годер «Лабиринт» героиня идет на экскурсию в этот дом и также приводятся реальная и мистическая истории постройки дома.